# Ил Пођо (Арецо)
Ил Пођо је насеље у Италији у округу Арецо, региону Тоскана.
Према процени из 2011. у насељу је живело 15 становника. Насеље се налази на надморској висини од 762 м.